# Qarma
Qarma – rodzaj metalowej ozdoby na głowę noszonej przez kobiety z grupy etnicznej Oromo zamieszkującej południowo-zachodnią Etiopię i północną Kenię. Qarma zyskała na popularności w czasie egipskiej okupacji Hareru pod koniec XIX wieku. Obecnie najczęściej zastępuje ją zwyczajna koralikowa opaska.
Razem z ambarką tworzą komplet biżuterii kobiecej ozdabiającej górne partie ciała – kolczyki czy naramienne bransoletki to kwestia drugorzędna. Podobnie jak ambarka, qarma nie może być przekazane innej osobie, bo jej wygląd to efekt pracy każdej kobiety i jej powód do dumy. W tym przypadku córka również nie może wziąć ozdoby od matki, co Oromo tłumaczą stwierdzeniem: tak jak człowiek, który umiera wraca do ziemi, tak i challe wracają do innych challe (współczesna nazwa). W związku z tym, po śmierci jej właścicielki najczęściej są rozcinane i same koraliki mogą być przekazane innym kobietom, które stworzą z nich nową qarmę.
Bogatsze członkinie grupy Oromo, w szczególności mieszkanki Hareru, nosiły qarmę ze złota, a nie z aluminium, które było najpopularniejszym surowcem do ich wykonania. W ostatnich 20 latach metalową opaskę zastąpiły koralikowe. Nowoczesna wersja jest nazywane challe qarma, czyli „koralikowa opaska”. Ta nazwa odnosi się zarówno do tego, co oplata szyję, jak i do tego, co zwisa na piersi.